# 舞州
舞州，中国唐朝时设置的州。
武周长安四年（704年），分沅州夜郎县（今湖南省新晃侗族自治县）、渭溪县（今贵州省玉屏侗族自治县新店镇）二县置舞州，属于黔州都督府。唐睿宗景云二年（711年），改属辰州都督府。唐玄宗开元十三年（725年）改为鹤州。